# جمهوری چهارم فرانسه
جمهوری چهارم فرانسه، نظامی بود که میان سال‌های ۱۹۴۶ تا ۱۹۵۸ بر کشور فرانسه فرمان می‌راند. این نظام بازسازی جمهوری سوم فرانسه بود که تا پیش از جنگ دوم جهانی بر این کشور حکم‌فرما بود. بر این پایه، این نظام همان گرفتاری‌های نظام پیشین را مانند کوتاه بودن دوره وزارت و در نتیجه دشواری برنامه‌ریزی سیاسی را با خود به همراه داشت. مردم فرانسه قانون اساسی جمهوری چهارم فرانسه را در ۱۳ اکتبر۱۹۴۶ پذیرفتند.
در این رژیم کوشش‌هایی برای افزایش نیروی قوه مجریه به منظور پیشگیری از نااستواری‌ها و سستی‌هایی که پیش از جنگ جهانی دوم وجود داشت، انجام گرفت ولی این بی‌ثباتی با تغییر نگرشهای پی‌در‌پی در دولت به چشم می‌خورد. هرچندکه جمهوری چهارم توانست اقتصاد را رونق دهد و صنعت کشور را بازسازی کند. برجسته‌ترین رویداد این زمان استعمارزدایی بود.

## استعمارزدایی
اندکی پس از استقلال هندوچین از فرانسه الجزایر دیگر مستعمره این کشور نیز سر به شورش برداشت. دولت در آغاز توانست جلوی این شورش را بگیرد، ولی افشای شکنجه که دولت و دستگاه اطلاعاتی در برخورد با شورشیان در پیش گرفته بودند آبروی دولت را برد و رسوایی بزرگی به بار آورد. با اینکه ارتش فرانسه به پیروزیهای چشمگیری در نبرد با شورشیان دست یافته بودند ولی مردم فرانسه این بحث اخلاقی را پیش می‌کشیدند که آیا نگهداری مستعمره‌ها با زور سرنیزه درست است؟
در ۱۹۵۸ که دولت اعلام کرد که با ملی‌گرایان الجزایری به گفتگو خواهد نشست، بی‌ثباتی و نااستواری دولت به اوج خود رسید. نیروهای دست راستی ارتش فرانسه به رهبری سرلشکر ژاک ماسو به شهر الجزیره تاختند و تهدید کردند که با نیروهای چترباز به پاریس خواهند تاخت مگر اینکه شارل دو گل ریاست جمهوری را برگرده گیرد. دو گل پیش‌شرط پذیرش دولت را افزایش قدرت رئیس‌جمهور در قانون نوین گذارد. تغییراتی که پس از این رخ داد به پیدایش جمهوری پنجم فرانسه انجامید.

## نخست‌وزیران جمهوری چهارم
| نخست‌وزیر          | آغاز به کار      | حزب                                         |
| ----------------- | ---------------- | ------------------------------------------- |
| پل رامادیه        | ۲۲ ژانویه، ۱۹۴۷  | حزب سوسیالیست فرانسه                        |
| روبر شومان        | ۲۴ نوامبر، ۱۹۴۷  | حزب جنبش جمهوریخواه مردم                    |
| آندره ماری        | ۲۶ ژوئیه، ۱۹۴۸   | حزب رادیکال فرانسه                          |
| روبر شومان        | ۵ سپتامبر، ۱۹۴۸  | حزب جنبش جمهوریخواه مردم                    |
| آنری کوئیل        | ۱۱ سپتامبر، ۱۹۴۸ | رادیکال                                     |
| ژرژ بیدو          | ۲۸ اکتبر، ۱۹۴۹   | جنبش جمهوریخواه مردم                        |
| آنری کوئیل        | ۲ ژوئیه، ۱۹۵۰    | رادیکال                                     |
| رنه پلون          | ۱۲ ژوئیه، ۱۹۵۰   | اتحادیه مقاومت سوسیالیست و دموکراتیک فرانسه |
| آنری کوئیل        | ۱۰ مارس، ۱۹۵۱    | رادیکال                                     |
| رنه پلون          | ۱۱ آگوست، ۱۹۵۱   | اتحادیه مقاومت سوسیالیست و دموکرات          |
| ادگار فور         | ۲۰ ژانویه، ۱۹۵۲  | رادیکال                                     |
| آنتوان پینه       | ۸ مارس، ۱۹۵۲     | مرکز ملی مستقل و روستایی فرانسه             |
| رنه مایر          | ۸ ژانویه، ۱۹۵۳   | رادیکال                                     |
| ژوزف لانیه        | ۲۷ ژوئن، ۱۹۵۳    | مرکز ملی مستقل                              |
| پیر منده فرانس    | ۱۸ ژوئن، ۱۹۵۴    | رادیکال                                     |
| ادگار فور         | ۲۳ فوریه، ۱۹۵۵   | رادیکال                                     |
| گوئی موله         | ۳۱ ژانویه، ۱۹۵۶  | حزب سوسیالیست                               |
| موریس بورژه منوری | ۱۲ ژوئن، ۱۹۵۷    | رادیکال                                     |
| فلی گیلار         | ۶ نوامبر، ۱۹۵۷   | رادیکال                                     |
| پیر فلمیلن        | ۱۳ مه، ۱۹۵۸      | جنبش جمهوریخواه                             |
| شارل دو گل        | ۱ ژوئن، ۱۹۵۸     | اتحادیه دموکرات جمهوری فرانسه               |
|                   | ۸ ژانویه، ۱۹۵۹   |                                             |